# Richlawn (Kentucky)
Richlawn es una ciudad ubicada en el condado de Jefferson en el estado estadounidense de Kentucky. En el Censo de 2010 tenía una población de 405 habitantes y una densidad poblacional de 1.548,23 personas por km².

## Geografía
Richlawn se encuentra ubicada en las coordenadas 38°15′17″N 85°38′28″O / 38.25472, -85.64111. Según la Oficina del Censo de los Estados Unidos, Richlawn tiene una superficie total de 0.26 km², de la cual 0.26 km² corresponden a tierra firme y (0%) 0 km² es agua.

## Demografía
Según el censo de 2010, había 405 personas residiendo en Richlawn. La densidad de población era de 1.548,23 hab./km². De los 405 habitantes, Richlawn estaba compuesto por el 96.54% blancos, el 0.99% eran afroamericanos, el 0% eran amerindios, el 0.74% eran asiáticos, el 0% eran isleños del Pacífico, el 1.48% eran de otras razas y el 0.25% pertenecían a dos o más razas. Del total de la población el 0.99% eran hispanos o latinos de cualquier raza.